# Kujubim
Kujubim (Kuyubi, Cujubim, Miguelenho, Cau’tajo), pleme američkih Indijaaca porodice Chapacuran nastaneno na istoku brazilske države Rondônia. Populacija im je 1990. iznosila svega 14; 130 prema drugim podacima na rezervatima Terra Indígena Sagarana i Terra Indígena Guaporé (općina Guajará-Mirim). 
Kao Kuyubi podgrupe navode se: Orodão, Oroboni, Oroin, Oroat, Ororam i Ororamtxiem.